# Parallelforbindelse
Parallelforbindelser refererer til at to eller flere komponenter i et elektrisk kredsløb er forbundet over for hinanden. Dvs. at strømmen deler sig op, og komponenterne oplever derfor ikke den fulde strømstyrke. Til gengæld er spændingsfaldet det samme for alle komponenter.
Dette står i kontrast til serieforbindelser, hvor den samme strøm løber igennem alle komponenter.

## Modstand
Et simpelt kredløb kan fx bestå af en strømkilde og to parallelforbundne modstande 1 og 2.
Det gælder da, at den totale strømstyrke er summen af de enkelte strømstyrker gennem modstandene:
{\displaystyle i_{\text{total}}=i_{1}+i_{2}}
Spændingen er dog den samme:
{\displaystyle \Delta U_{0}=\Delta U_{\text{total}}=\Delta U_{1}=\Delta U_{2}}
Da spændingen er strømstyrke gange modstand
{\displaystyle \Delta U=Ri}
Gælder det for parallelforbindelsen, at
{\displaystyle {\Delta U_{0} \over {R_{\text{total}}}}={\Delta U_{0} \over {R_{1}}}+{\Delta U_{0} \over {R_{2}}}}
Den samlede modstand er derfor givet ved
{\displaystyle {1 \over {R_{\text{total}}}}={1 \over {R_{1}}}+{1 \over {R_{2}}}}
Eller
{\displaystyle R_{\text{total}}={\frac {R_{1}R_{2}}{R_{1}+R_{2}}}}
For et generelt kredsløb med {\displaystyle N} parallelforbundne modstande er den samlede modstand tilsvarende
{\displaystyle {1 \over {R_{\text{total}}}}=\sum _{k=1}^{N}{1 \over {R_{k}}}}
Ved ens modstande er erstatningsmodstanden bare den enkelte modstandsværdi delt med antallet af modstande.
 Der er for få eller ingen kildehenvisninger i denne artikel, hvilket er et problem. Du kan hjælpe ved at angive troværdige kilder til de påstande, som fremføres i artiklen.